# Winkler (Automarke)
Gustav Winkler war ein deutscher Hersteller von Automobilen aus Oberndorf am Neckar, später Berlin.

## Unternehmensgeschichte

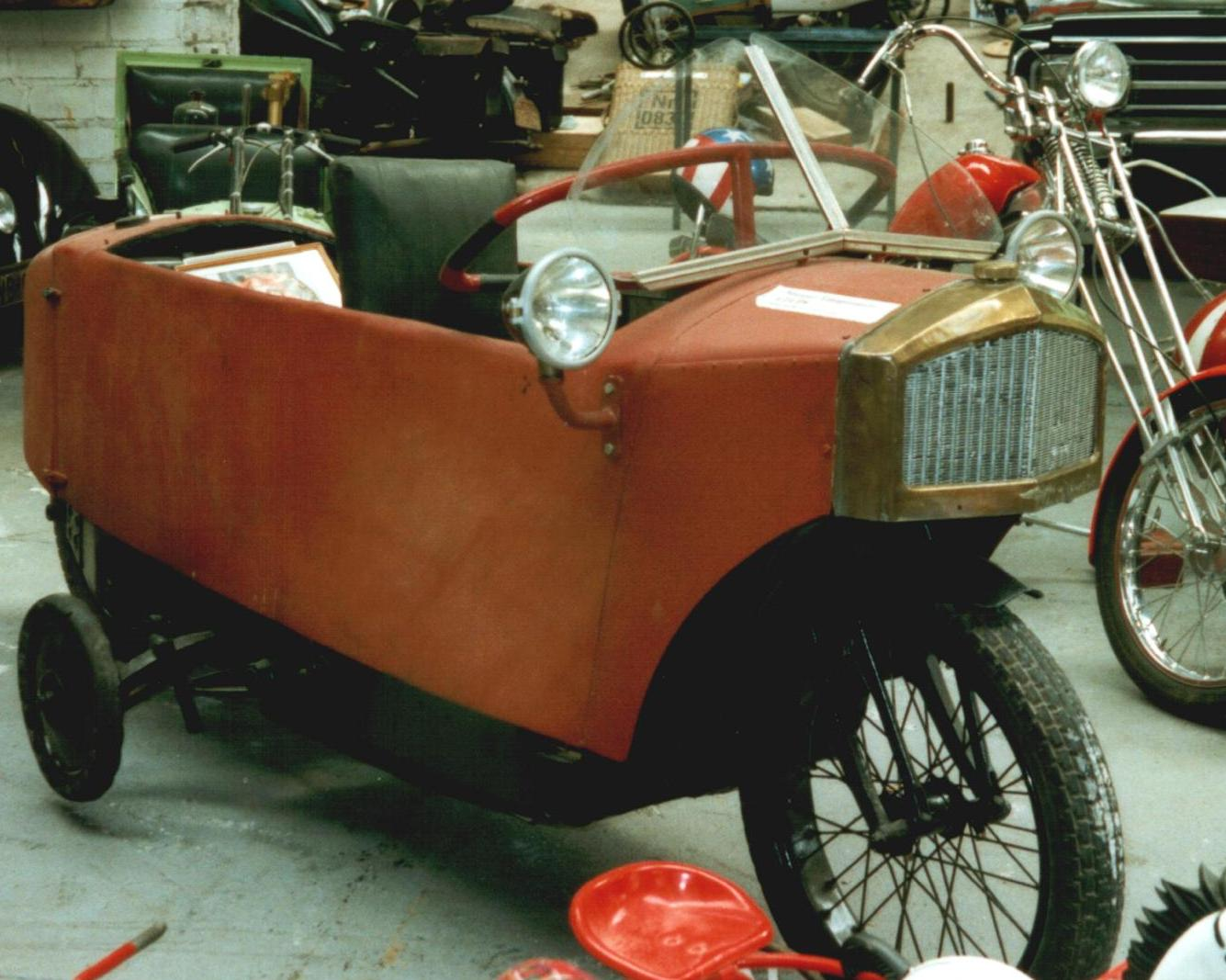
Mauser Einspurauto 1923

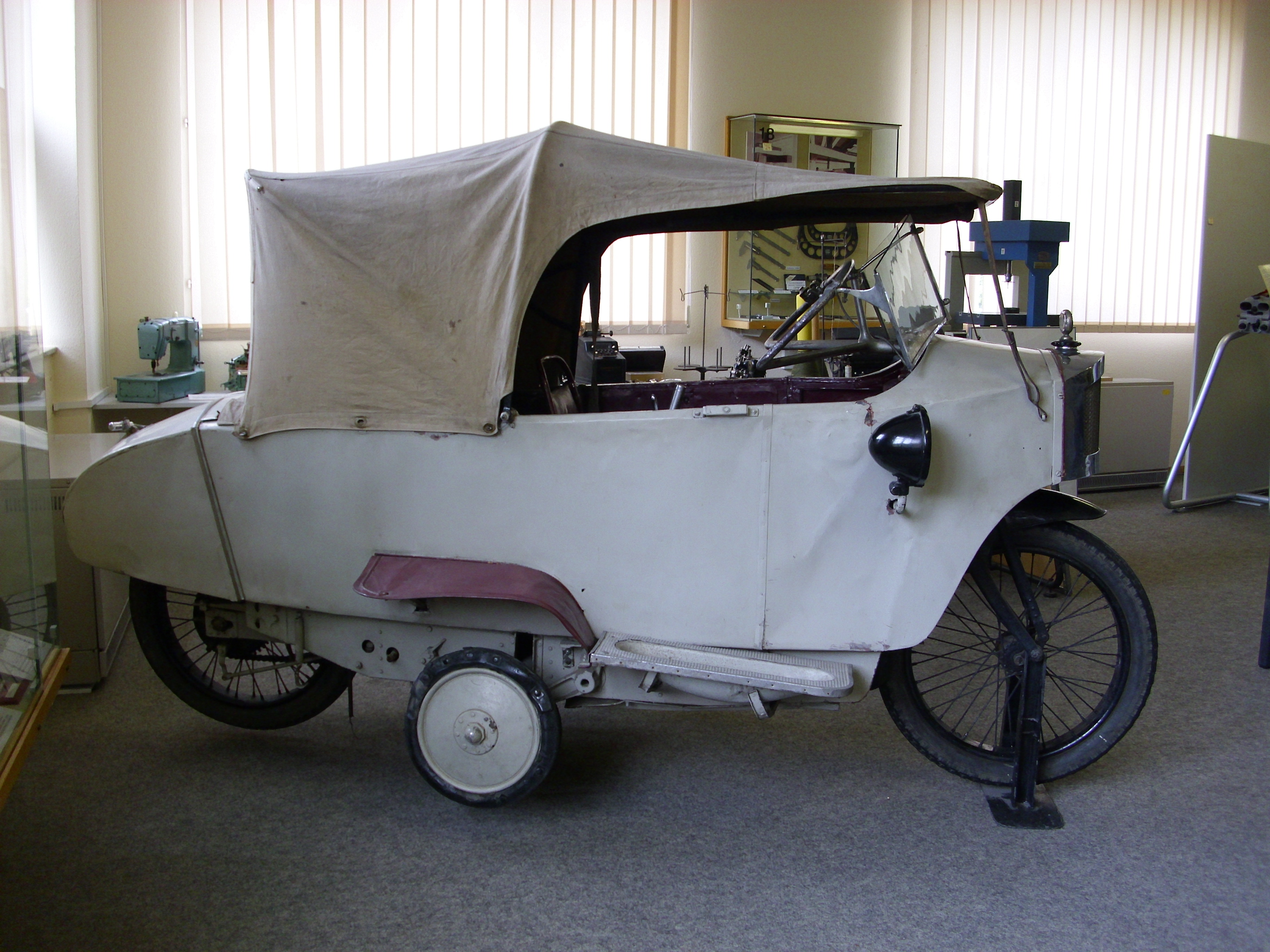
Winkler Einspurauto

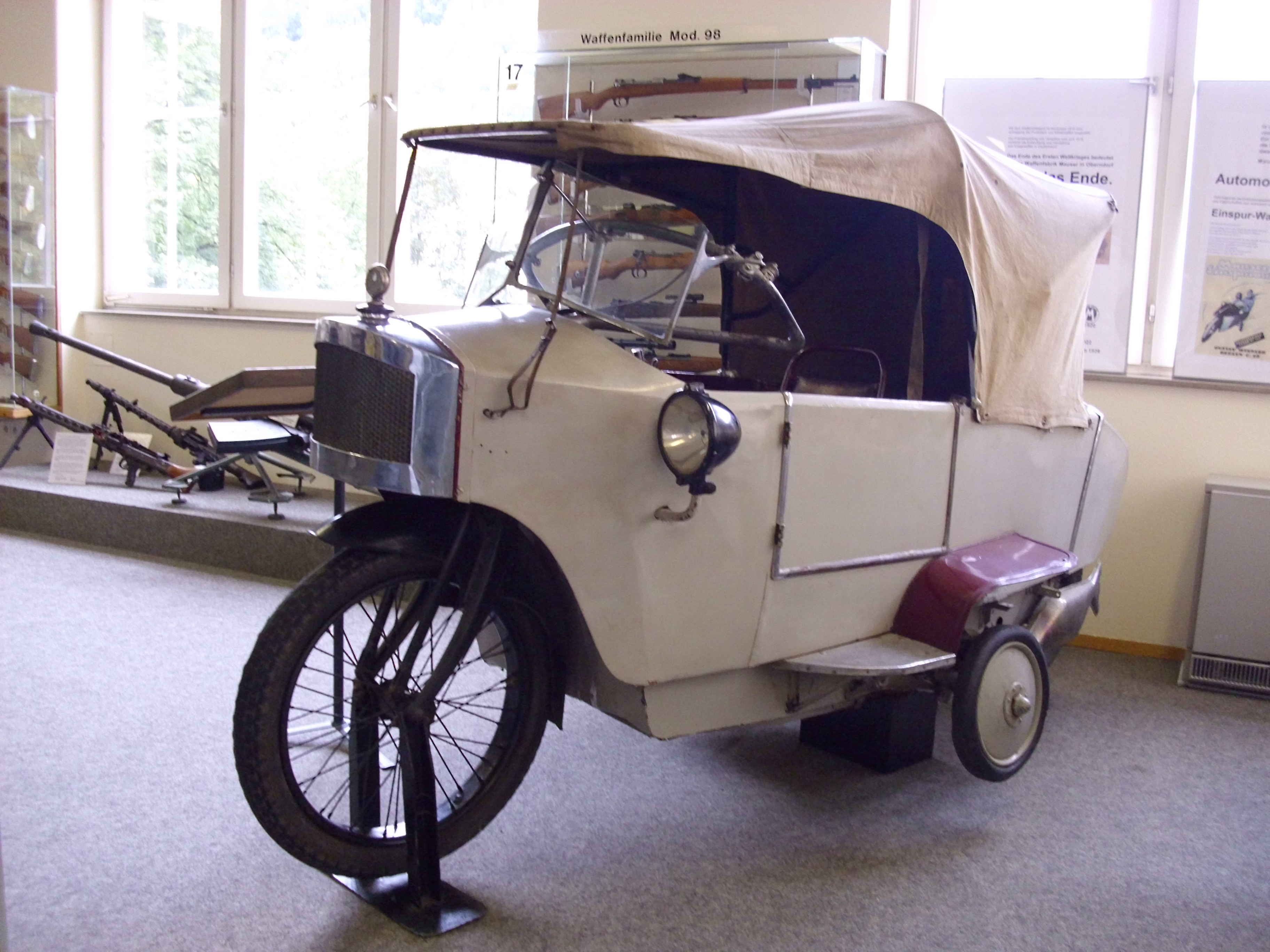
Winkler Einspurauto

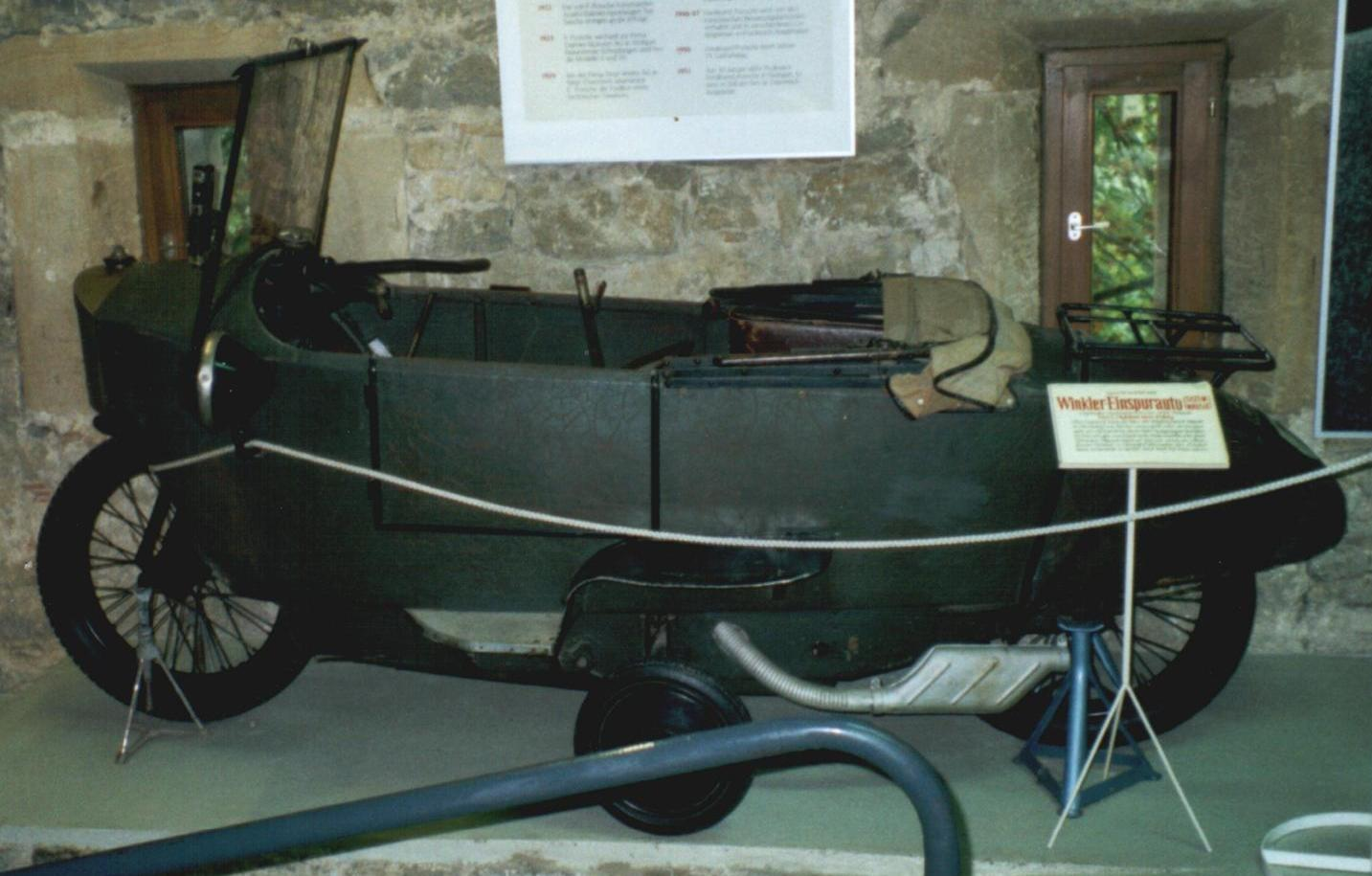
Winkler Einspurauto

Der Berliner Konstrukteur Gustav Winkler entwickelte 1920 einen Einspurwagen. Der Waffenhersteller Mauser-Werke AG übernahm die Konstruktion, entwickelte es weiter, und brachte es 1921 als Mauser Einspurauto 2/6 PS auf den Markt. Als Mauser 1926 oder 1927 die Produktion einstellte, erwarb Gustav Winkler den Restbestand an Teilen, entwickelte das Fahrzeug weiter, und vermarktete es als Winkler Einspurauto. Die Produktion fand anfangs in einem Teil der Mauser-Fabrik in Oberndorf am Neckar statt, später in Berlin.
1929 endete die Produktion.

## Fahrzeug
Es war ein Auto auf zwei Rädern, eins vorne, eins hinten, sowie mit zwei seitlichen Stützrädern, die während der Fahrt hochgeklappt wurden. Der Motor war unter dem Rücksitz angeordnet und trieb über eine Kette das Hinterrad an. Das Fahrzeug bot zwei Personen hintereinander Platz.

## Mauser-Einspurauto 2/6 PS
Der wassergekühlte Einzylindermotor mit 510 cm³ Hubraum war ein seitengesteuerter T-Kopf-Motor und leistete 6,0 PS bei 3200/min. Dieser wurde bei den ersten 200 Exemplaren eingebaut. Die Kurbelwelle war rollen- und gleitgelagert, das Pleuel war rollengelagert, das Dreiganggetriebe und die Stahllamellenkupplung waren im Motorgehäuse eingebaut. Die Motorschmierung erfolgte mit einer Druckpumpe. Der Kühler der Thermosiphonkühlung ist an der Wagenfront eingebaut. Der Motor wird mit einem Kickstarter angeworfen. Ein weiterer Motor, der ebenfalls von Mauser gebaut wurde, hatte hängende Ventile und 573 cm³ Hubraum.

## Fahrgestell
Der Kastenrahmen war aus Stahlblech gefertigt und mit Gabeln für das Vorder- und Hinterrad versehen. Diese waren mit Schraubenfedern und Luftkissen ausgerüstet. Die mechanischen Bremsen wirkten auf das Hinterrad, wobei die Handbremse als Bandbremse außen auf die Bremstrommel wirkte und die Fußbremse als Innenbackenbremse. Die Räder hatten die Dimension 710 × 90, die einziehbaren Stützräder hatten einen Durchmesser von 15 Zoll. Das Fahrzeug, mit einem Radstand von 2230 mm, war 3,0 m lang, 1,20 m breit und 1,10 m hoch. Das Leergewicht betrug 295 kg, die Nutzlast 200 kg. (In den verschiedenen Quellen sind unterschiedliche Maße angegeben). Die Speichenräder sind untereinander austauschbar, die als Scheibenräder ausgeführten Stützräder wurden mit einem innenliegenden Hebel während der Fahrt angehoben. Die Karosserie besteht aus mit Kunstleder bespanntem Sperrholz und hat links eine Tür. Für Wartungsarbeiten ließ sich die Heckverkleidung komplett entfernen. Die über die Wagenbreite reichende Windschutzscheibe war am Lenkgestänge befestigt.

## Winkler-Einspurauto Typ EA 2
1926 übernahm Winkler die Fertigung des Einspurwagens und überarbeitete die Konstruktion. Der Radstand wurde um zwölf cm gekürzt und das Fahrzeug um zehn cm tiefergelegt. Daraus ergaben sich verbesserte Fahreigenschaften. Als Antrieb war ein wassergekühlter Einzylindermotor mit 510 cm³ Hubraum und 10 PS eingebaut. Es gab auch Fahrzeuge mit einem luftgekühlten Zweizylinder-Boxermotor von BMW mit einer Leistung von 6 PS.

## Motorisierung
Zur Motorisierung gibt es unterschiedliche Angaben. Eine Quelle nennt einen von Mauser entwickelten Einzylindermotor mit 85 mm Bohrung, 90 mm Hub, 510 cm³ Hubraum und 10 PS, gibt aber nicht an, ob Winkler diesen Motor weiterhin verwendete. Eine ältere Quelle gibt an, dass Winkler ab 1927 einen luftgekühlten Zweizylinder-Boxermotor mit 493 cm³ Hubraum und 6 PS verwendete. Eine noch ältere Quelle nennt einen ebenfalls von Mauser entwickelten Einzylindermotor mit OHV-Ventilsteuerung, 90 mm Bohrung, 90 mm Hub, 573 cm³ Hubraum und 6 PS Leistung, den Mauser zum Schluss verwendete; gibt aber ebenfalls nicht an, ob Winkler diesen Motor nutzte. Eine vierte Quelle nennt einen Einzylindermotor von BMW mit 500 cm³ Hubraum und 10 PS Leistung.
Ein Fahrzeug steht im Heimatmuseum der Stadt Oberndorf in Oberndorf. Ein weiteres war 1998 im Deutschen Automuseum im Schloss Langenburg in Langenburg ausgestellt.